# Хардиман, Глория
Глория Хардиман (англ. Gloria Hardiman; 1950, Язу-Сити, Миссисипи, США) — американская блюзовая и госпел певица. Номинант Blues Music Awards в номинации «Исполнительница современного блюза» (1987) .

## Биография
Глория Хардиман родилась в 1950 году в Язу-Сити в семье баптистского пастора, двенадцатым ребёнком. В пятилетнем возрасте пережила нападение ку-клукс-клана на дом родителей и семья покинула Язу-Сити, переехав в Чикаго. Там она продолжила петь госпел в церкви, поощряемая в частности Махалией Джексон. В дальнейшем в её судьбе участие приняла Коко Тейлор 
В Чикаго Хардиман пела в блюзовых клубах, а затем выступала на сценах Атланты, Канзас-Сити, в Небраске, Каролине, Канаде и Европе, выступая повсюду: от баров до больниц, от фестивалей на открытом воздухе до свадеб. Она много выступала с такими исполнителями как Андрей Крауч и Джеймс Кливленд, пока не создала собственную группу The Blueprints. 
В 1983 году певица с гитаристом Стивом Фройдом и при участии таких музыкантов как Санниленд Слим и Боб Строджер, выпустила на Razor Records дебютный альбом Set Me Free (перевыпущен в 2014 году на Delmark Records). Продюсер альбома вспоминал, что обнаружил певицу случайно в одном из клубов: «Мы даже не знали ее имени. Что мы знали, так это то, что этот голос был самым богатым, самым жёстким блюзовым голосом, который мы когда-либо слышали в Чикаго… голосом, который украдет вашу душу и унесет ее прямо на небеса» .
В том же году записала партию бэк-вокала в альбоме чикагского гитариста Покетвотч Пола. В 1985 году записала песню «Why Don’t You Want Me?» в альбоме Роя Бьюкенена, которая затем включалась во многие сборники. В 1987 году вместе с Эдди Ласком она записала песню «Meet Me With Your Black Drawers On», которая вышла в сборнике The New Bluebloods - The Next Generation Of Chicago Blues и стала небольшим хитом в Северной Каролине . 
В 1990-е певица прекратила карьеру.   

## Дискография

### Альбомы и синглы
- 1983: Gloria Hardiman & Steve Freund: Set Me Free, Razor Records
- Katie Webster/Gloria Hardiman – «Black Satin»/«Meet Me With Your Black Drawers» (сингл)

### Появления в сборниках
- 1986: Today's Blues - Volume 2;
- 1987: The New Bluebloods - The Next Generation Of Chicago Blues;
- 1988: The Diamond Collection 8 - Easy Blues - 16 Bluesy Hot Tracks;
- 1992: The Beach Music Anthology Box Set;
- 1999: The Alligator Blues Collection;
- 1999: The Blues Collection By Bose